# Pręgi
Pręgi (deutsch: Striemen) ist ein polnisches Filmdrama aus dem Jahr 2004. Regie führte Magdalena Piekorz, das Drehbuch verfasste Wojciech Kuczok, der auch die Vorlage verfasst hatte. Der Film erzählt die Geschichte von Wojciech, der als Kind von seinem Vater misshandelt wurde, und sich als Erwachsener in seinem Leben zurechtfinden muss. Pręgi erhielt national mehrere Auszeichnungen und wurde als polnischer Beitrag zu den Oscars 2005 eingereicht, jedoch nicht berücksichtigt.

## Handlung
Der Film handelt von einem jungen Mann namens Wojciech Winkler, der durch die Erfahrung, während seiner Kindheit von seinem Vater geschlagen worden zu sein, geprägt ist. Die Handlung beginnt im Jahr 1984. Da die Mutter bei seiner Geburt verstarb, erzieht der Vater Andrzej Winkler den Jungen. Dabei wendet er aber sadistische Methoden an. So wird Wojciech für Streiche grausam bestraft. Als er sich erstmals verliebt, wird er von dem Mädchen ausgelacht. Er ist hingegen mit Bartosz befreundet, der über die Jahre an seiner Seite bleibt. Als Wojciech es nicht mehr zu Hause aushält, läuft er eines Tages weg. Der zweite Teil der Handlung spielt in der Gegenwart. Aus dem Jungen ist ein junger Mann geworden, der in seiner eigenen, kleinen Wohnung lebt. Als er sich in der Tatra aufhält, trifft er Tatiana, in die er sich verliebt. Er möchte mit ihr eine Beziehung eingehen, aber das Trauma seiner Kindheit erschwert dieses Vorhaben. Letztendlich stellt sich heraus, dass er noch nicht bereit dafür ist.

## Hintergrund
Der Film wurde von der Gesellschaft Zespół Filmowy „Tor“ produziert, mit Non-Stop Film Service und Vision Film Production als Koproduzenten. Zusätzliche finanzielle Unterstützung des Projekts erfolgte durch Agencja Produkcji Filmowej. Das Budget betrug geschätzte eine Million Złoty. Die Distribution in Polen übernahm Vision Film Production. Seine Premiere hatte Pręgi auf dem Filmfestival Danzig am 15. September 2004. Der Kinostart folgte am 8. Oktober 2004. Im Juli 2005 lief Pregi während der Polnischen Filmwoche auch in Ungarn im Kino.

## Auszeichnungen
Pręgi erhielt in den Jahren 2004 und 2005 mehrere nationale Preise. Die Vereinigung der polnischen Filmkritiker zeichnete ihn als besten Film aus. Bei der Verleihung des Polnischen Filmpreises erhielt Jan Frycz den Preis als bester Nebendarsteller. Der Film war zudem in neun weiteren Kategorien nominiert. Bereits 2004 erhielt Magdalena Piekorz den Publikumspreis und den Goldenen Löwen auf dem Polnischen Filmfestival Gdynia. Dort wurden zudem Marcin Koszałka für die beste Kameraarbeit und Michal Zarnecki für den besten Ton ausgezeichnet. Agnieszka Grochowska war für den Publikumspreis beim Europäischen Filmpreis 2005 nominiert. Pręgi wurde als polnischer Beitrag für den Oscar für den besten fremdsprachigen Film bei den Oscars 2005 ins Rennen geschickt, wurde aber letztendlich nicht nominiert.